# Entergalactic (album)
Az Entergalactic Kid Cudi amerikai zenész nyolcadik stúdióalbuma, ami 2022. szeptember 30-án jelent meg, mint Cudi azonos című animációs televíziós különkiadásának kísérőlemezeként. A Wicked Awesome és a Republic Records kiadókon keresztül jelent meg. Két kislemezt adtak ki az albumról, a Do What I Wantot és a Willing to Trustot.
Az albumot még 2019-ben jelentette be Cudi, mikor hivatalos lett, hogy készít egy sorozatot a Netflix gyártásában és Kenya Barris közreműködésével. A projektet később 2022-re halasztották, hogy Cudi koncentrálni tudjon a Man on the Moon-trilógia utolsó részének, a Man on the Moon III: The Chosennek (2020) befejezésére. Az előadó kijelentette, hogy ugyan az Entergalactic filmmel együtt jelenik meg, nem a filmzenéje annak, hanem inkább narrációja egy külön projektben.
Az albumon több ismert producer is dolgozott, többek között Dot da Genius, Plain Pat, és a Take a Daytrip. A közreműködő előadók között volt Ty Dolla Sign, 2 Chainz, Steve Aoki és Don Toliver.

## Háttér
2009-ben Cudi kiadta debütáló stúdióalbumát, a nagyon sikeres Man on the Moon: The End of Day-t. Az albumon szerepelt az Enter Galactic (Love Connection Part I) című dalt, amit kritikusok „diszkóhimnusz”-ként írtak le és az inspirálta, mikor ő és egy barátnője pszilocibin gombákat ettek és a The Postal Service zenéjét hallgatták. 2009 végén Cudi elkezdett előadni egy dalt, aminek címe Deep Sleep (Love Connection Part II) volt és az eredeti második része, de hivatalosan soha nem jelent meg. 2019 júliusában Kid Cudi bejelentette a projektet, aminek címe majdnem megegyezik a 2009-ben megjelent daléval. Azt mondta, hogy az Entergalactic egy Netflix-sorozat társprojektjeként jelenik meg, amit ő és a Feketék fehéren sorozat készítője, Kenya Barris hozott létre.
A Complex-szel 2019 szeptemberében készített interjúban Cudi megosztott több információt az albumról. Elmondta Karizza Sancheznek, hogy „valami másra volt szükségem” zenéjével kapcsolatban, ami az első évadot narráló projekt létrehozásához vezetett. „A legtöbb dal nem Scott szemszögéből íródott, hanem a karakterekéből. [...] A legtöbb dal szeretetről és kapcsolatokról szól. Én jelenleg nem vagyok egy kapcsolatban, szóval ez teljesen a saját fantáziám alapján készült és ennek a karakternek a szemszögéből.” Cudi azt nyilatkozta, hogy ez a hozzáállás megint izgatottá tette, hogy zenéjén dolgozzon azt követően, hogy gondolkozott egy öt éves hiátuson: „Először megszületett a sorozat ötlete, aztán azon kezdtem gondolkozni, hogy ’Hogy tudjuk ebbe beleépíteni a zenét? Hogy tudjuk a sorozat részévé tenni a zenét?’ Eredetileg egy vizuális albumot akartam, de arra jutottam, hogy azt már megcsinálta előttem valaki. Hogyan tudnám ezt egy kicsit kiforgatni? Hogyan tudjuk ezt valahogy máshogy csinálni? Ekkor született meg az Entergalactic sorozat ötlete. Még mindig azzal próbálkozok, hogy új stílusokat hozzak és zeneileg toljam a határokat. Szóval még mindig meg lesz benne minden, amit az emberek szeretnek a Kid Cudi-zenében. Az egyetlen különbség, hogy egy másik szemszögből születik. Néhány dal, de nem az összes.”
Edwin Ortiz (Complex) a következőt írta: „a különböző szemszögeken kívül, a rajongók várhatják, hogy az Entergalactic ki fogja emelni Cudi rappelését és gondolatait a szerelemről.” Ehhez Cudi hozzátette: „Vannak dalok, amiken csak rappelek—csak Cudi, aki megint jól érzi magát, szerintem az hiányzott ez az oldalam az embereknek. Nagyon sokat csináltam ezt a mixtape-emen, szóval megint visszatérni oda nagyon jó volt és szerintem az embereknek tetszeni fog. Ez az album az én hozzáállásom a szeretethez és ezt eddig nem nagyon lehetett hallani. Nem vagyok valaki, aki R&B zenét készítene vagy ilyen szerelmeskedős dalokat. Soha nem voltam szerencsés a kapcsolatokban, szóval nem igazán tudtam miről írni. És amikor meg írtam róluk, az mindig egy katasztrófa volt, szóval kellett valami, ami inspirált, hogy akarjak a kapcsolatokról írni. Ez volt nekem ez a sorozat.”
Egy 2019 novemberi interjúban, mikor a dupla projektről beszélt, Kenya Barris azt mondta, hogy: „Az elképzelés, hogy soha nem volt még egyszer megjelentetve egy sorozat és egy album, szóval minden dalnak lesz egy 30 perces narratívája, ami nagyjából elmagyarázza, hogy miről szól és annak szerelmi történetét... Egy fiatalos szerelmi történet Cudi zenéjén keresztül elmesélve.” Mikor arról kérdezték milyen volt a zenésszel dolgozni, Barris azt mondta, hogy Cudi a „saját útját építi,” nem áll be mások mögé és mer beszélni olyan témákról, amikhez mások nem mertek hozzáérni felemelkedése idején. Hozzátette, hogy „Ő volt az első rapper, aki elkezdett beszélni a mentális betegségekről, a saját depressziójáról... Elkezdtünk beszélni és az animációk nagy rajongója és ez mindig örökké tart.” Ugyan az Entergalactic zenei oldala egy „slágerekkel” teli „zseniális album,” a sorozat megadja azoknak a hátterét.
2022 szeptemberében Cudi elmondta, hogy az albumot Virgil Abloh-nak, elhunyt designer barátjának ajánlja. A lemez Alboh születésnapján jelent meg.

## Felvételek
2019 júliusában Travis Barker amerikai dobos azt nyilatkozta Kerwin Frostnak, hogy producere volt Cudi egyik dalának, amiről azt mondta, hogy „van rajta egy Nirvana-hangminta, de Cudi rapjén alapul.” 2019 novemberében Kenya Barris elmondta, hogy Cudi rajongói számíthatnak Dot da Genius, Ty Dolla Sign és Gucci Mane szereplésére. 2020 decemberében egy interjúban az Apple Music-on Cudi részletezte, hogy hogyan váltott az Entergalactic és a The Scotts albumok (közreműködése Travis Scott amerikai rapperrel) között, mielőtt úgy döntött, hogy befejezi a Man on the Moon-trilógia utolsó részét.
2021 szeptemberében Cudi Twitteren megköszönte a projekt gyártásában segítő csapatnak a munkájukat és biztosította rajongóit, hogy nem fognak csalódni: „Várjatok, amíg meghalljátok és meglátjátok az Entergalacticot. Elképzelésetek sincs. Nagyon nagy köszönet Kenya Barris-nek, Mike Moonnak, Elizabeth Porternek és az egész csapatnak, amiért hittek az elképzeléseimben és segítettek létrehozni. Egy teljesen más szinten van. Meglátjátok.”
2022. január 24-én Cudi Twitteren azt írta, hogy „az ENTERGALACTIC a legjobb művészi darab, amit életemben csináltam. Annyira kibaszottul büszke vagyok a sorozatra. Elképzelésetek sincs mi következik. Három évig készítettük. Szerintem nézzétek meg először a sorozatot és utána hallgassátok meg az albumot.” Azt is megerősítette, hogy az album a sorozattal egy napon fog megjeleni és megosztotta kedvenc pillanatát a felvételek folyamatából: „A szinkronizáció volt a legszórakoztatóbb... a zene is, de mindig is akartam többet szinkronizálni és.. nem tudom.. mindenképp egy valóra vált álom volt.”
Nem sokkal a kislemezek kiadási dátumának bejelentése után Cudi elmondta, hogy a Do What I Want egy közreműködés lesz a Take a Daytrip duóval. Megosztotta azt is, hogy ez volt az első dala, amit a párossal készített, így kiderült, hogy az megelőzte a listavezető The Scotts kislemezt. Ezen dalok elkészítése után nagyon sokat dolgozott együtt a producerekkel a Man on the Moon III: The Chosen albumon.
2022 augusztusában egy interjúban elmondta, hogy a zenét vették fel először, majd elkészítették a sorozatot és annak történetét. Az albumot következőképpen írta le: „egy dalkészlet, ami annak a szépségéről szól, mikor a szeretet felszabadít.”

## Megjelenése és népszerűsítése
2020. április 14-én Kid Cudi kiadta a Leader of the Delinquents című dalt kislemezként a Republic Records kiadón keresztül. A dal, amit Cudi először 2012-ben adott elő, 7 és 12 inches lemezen, illetve kazettán jelent meg.
2020 áprilisában Cudi bemutatta a Do What I Want részletét, amiről azt mondta, hogy szerepelni fog az Entergalacticon. Cudi egy Instagram adásban osztotta meg a dalt, Rashida Jonesszal és Kenya Barrisszel együtt. Az utóbbi az Entergalactic film producere.
Ugyan az Entergalactic 2020-ban jelent volna meg, elhalasztották kiadását, hogy Cudi megjelentethesse a Man on the Moon III-t. 2021 januárjában, mikor egy rajongó megkérdezte, hogy az Entergalatic megjelenési dátuma Netflixen miért 2022, Cudi azt válaszolta, hogy „Mert akkor jelenik meg. Most adtam nektek egy albumot, nyugodjatok le és legyetek türelmesek. Nem adok ki minden évben egy albumot.”
2021. május 17-én Kid Cudi megismételte, hogy a Netflix-sorozat és az Entergalactic is valamikor a következő évben fog megjelenni: „Az Entergalactic album és a sorozat 2022 nyarának végén jelenik meg!! Felvettük az első évadot és alig várom, hogy lássátok. Nem fogjátok elhinni. Egy teljesen következő szinten van.” Május 20-án Cudi megmutatott még egy dalt a lemezről, Wild címmel.
2021 szeptemberében Cudi kiadta a sorozat első előzetesét, amiben bejelentette, hogy a zene producere Dot da Genius és Plain Pat lesznek, akikkel nagyon sokat dolgozott együtt pályafutása során. Szeptember 11-én elkezdett együtt dolgozni Richie Akivával, akit a Forbes New York éjszakai élete királyának nevezett, hogy létrehozzanak egy élményeseményt Entergalactic néven. Az eseményt a New York-i divathét közben tartották, többek között olyan vendégekkel, mint Travis Scott, ASAP Rocky, Chance the Rapper, French Montana, Joey Bada$$, Kehlani és Vic Mensa.
2021-es headliner fellépésén a Rolling Loud fesztiválon Cudi elmondta, hogy 2022-ben két projektet akar kiadni, egy albumot megjelentetve az Entergalactic előtt: „Az Entergalactic a nyáron fog megjelenni, de ki akarok adni még egyet az előtt. Vannak nagy meglepetéseim és nagyon izgatott vagyok az összes újdonsággal kapcsolatban.” Ezt követően lejátszotta a Freshie című dalt, majd azzal zárta a koncertjét, hogy „Azért mutatom meg ezt most nektek, mert nemsokára megjelenik.”
2022. április 24-én Cudi a Twitteren a következőt írta: „Az Entergalactic valami kibaszott különleges lesz. A szereposztás?? A ZENE?? Figyeljetek. Itt hallottátok először. Emlékezzetek erre a tweetre. Júniusban több hírrel jövök!”
2022. június 10-én jelent meg az album első kislemeze, a Do What I Want. Július 12-én Cudi megosztotta, hogy a sorozat hivatalos előzetese augusztusban fog megjelenni, két új dallal együtt, amelyek közül az egyik a második kislemez lesz. Szeptember 12-én a Netflix megosztotta az Entergalactic előzetesét. Szeptember 16-án Cudi bejelentette a Willing to Trust kislemez megjelenését, Ty Dolla Sign közreműködésével.
2022. szeptember 28-án Cudi szerepelt a The Tonight Show Starring Jimmy Fallon műsorán, ahol népszerűsítette az albumot és előadta a Willing to Trust kislemezt Ty Dolla Signnal.

## Kritikák
Neil Yeung (AllMusic) négy csillagot adott az albumnak, azt írva, hogy „a stílusos animációval és az űrbéli jelenetekkel párosítva, amik bevonzzák és kitaszítják a nézőket napjaink Manhattanjéből, az Entergalactic Cudi egyik legmegnyerőbb munkája, amiket csak még jobbá tesznek a hedonista klubhimnuszok (Can’t Believe It’ 2 Chainzzel, Do What I Want), a földöntúli hangszeres számok (Entergalactic Theme) és a reménytelen szerelmes vágyódások (Angel, Ignite the Love) közötti egyensúly.” Mark Braboy (Rolling Stone) azt mondta, hogy az „Entergalactic folytatja ugyanazt a zenei hangzást, mint a 2020-as munkája, a Man on the Moon III: The Chosen, álomszerű produceri munkával, régi közreműködő-társával, Dot da Geniusszal. Ezúttal viszont, Cudi korábbi munkájának melodramatikus hozzáállását lecserélte a szerelemre koncentráló dalszövegekre és arra, hogy milyen is végre megnyitni szívedet, miután azt annyiszor összetörték.”
Joshua Robinson (HotNewHipHop) azon a véleményen volt, hogy „nyolcadik stúdióalbuma ismét egy nagyon jó, nem-MOTM lemez és attól függetlenül, hogy mindenképpen méltányolható, hogy egy nap kiadott egy albumot és egy Netflix-filmet, amit nagyon fontos kiemelni, hogy az Entergalactic egyedül is megáll, mint egy nagylemez, a legjobb dalai közreműködők nélkül jöttek létre.” Jaelani Williams (Complex) megjegyezte, hogy a „vendégszereplők az Entergalacticon csak jobbá teszik annak szeretetteljes természetét, a legkiemelkedőbb Ty Dolla Sign, aki hibátlanul harmonizál Cudival a Willing to Truston. Olyan szólódalokon, mint a New Mode, a Do What I Want, és az Ignite the Love, Cudi a legenergetikusabb és álomszerűbb, ami Man on the Moon-nosztalgiát ad a rajongóknak.”

## Számlista
| Entergalactic | Entergalactic                                     | Entergalactic                                                                 | Entergalactic                                                                   | Entergalactic | Entergalactic | Entergalactic | Entergalactic | Entergalactic | Entergalactic |
|               | Cím                                               | Szerző(k)                                                                     | Producer(ek)                                                                    | Hossz         |               |               |               |               |               |
| ------------- | ------------------------------------------------- | ----------------------------------------------------------------------------- | ------------------------------------------------------------------------------- | ------------- | ------------- | ------------- | ------------- | ------------- | ------------- |
| 1.            | Entergalactic Theme                               | Oladipo Omishore William J. Sullivan                                          | Kid Cudi Dot da Genius William J. Sullivan                                      | 1:30          |               |               |               |               |               |
| 2.            | New Mode                                          | Omishore Scott Mescudi                                                        | Dot da Genius                                                                   | 3:56          |               |               |               |               |               |
| 3.            | Do What I Want                                    | Mescudi Omishore David Biral Denzel Baptiste Levi Carter Roy Lenzo Russ Chell | Take a Daytrip Dot da Genius                                                    | 2:52          |               |               |               |               |               |
| 4.            | Angel                                             | Mescudi Jean-Baptiste Jeremiah Raisen Justin Raisen                           | Kid Cudi Jean-Baptiste SADPONY Justin Raisen Dot da Genius                      | 2:26          |               |               |               |               |               |
| 5.            | Ignite the Love                                   | Mescudi Carlton McDowell Rex Masamune Kudo                                    | Kid Cudi Skrillex Carlton McDowell Rex Masamune Kudo Heavy Mellow Dot da Genius | 2:42          |               |               |               |               |               |
| 6.            | In Love                                           | Mescudi Omishore                                                              | Kid Cudi Dot da Genius                                                          | 3:38          |               |               |               |               |               |
| 7.            | Willing to Trust (Ty Dolla Sign közreműködésével) | Mescudi Omishore Evan Mast Rami Eadeh Roy Lenzo Tyrone Griffin Jr.            | Dot da Genius Rami Beatz                                                        | 4:42          |               |               |               |               |               |
| 8.            | Can’t Believe It (2 Chainz közreműködésével)      | Mescudi Omishore Nick Koenig Patrick Reynolds Tauheed Epps                    | Kid Cudi Hot Sugar Dot da Genius Plain Pat                                      | 2:52          |               |               |               |               |               |
| 9.            | Livin’ My Truth                                   | Mescudi Omishore Al Green Evan Mast Vincent Goodyer                           | Kid Cudi E*vax Dot da Genius 18YOMAN                                            | 2:13          |               |               |               |               |               |
| 10.           | Maybe So                                          | Mescudi Mid-Air Thief Teo Halm                                                | Kid Cudi Teo Halm Dot da Genius                                                 | 3:40          |               |               |               |               |               |
| 11.           | Can’t Shake Her (Ty Dolla Sign közreműködésével)  | Mescudi Omishore Griffin Jr.                                                  | Kid Cudi Dot da Genius                                                          | 2:56          |               |               |               |               |               |
| 12.           | She’s Lookin’ for Me                              | Mescudi Omishore Rami Eadeh Sullivan                                          | Kid Cudi Dot da Genius Sullivan Ramii                                           | 3:35          |               |               |               |               |               |
| 13.           | My Drug                                           | Mescudi Jarrett Goodly Margaux Whitney Sullivan                               | Kid Cudi Dot da Genius Yuli Sensei Bueno Sullivan                               | 2:11          |               |               |               |               |               |
| 14.           | Somewhere to Fly (Don Toliver közreműködésével)   | Mescudi Ashtyn Watson Caleb Zackery Toliver Ebony Naomi Oshundrinde           | Kid Cudi Dot da Genius WondaGurl Lucy Clubhouse                                 | 2:56          |               |               |               |               |               |
| 42:13         |                                                   |                                                                               |                                                                                 |               |               |               |               |               |               |

| Bónusz dalok | Bónusz dalok                                                       | Bónusz dalok                                      | Bónusz dalok                            | Bónusz dalok | Bónusz dalok | Bónusz dalok | Bónusz dalok | Bónusz dalok | Bónusz dalok |
|              | Cím                                                                | Szerző(k)                                         | Producer                                | Hossz        |              |              |              |              |              |
| ------------ | ------------------------------------------------------------------ | ------------------------------------------------- | --------------------------------------- | ------------ | ------------ | ------------ | ------------ | ------------ | ------------ |
| 15.          | Burrow (Don Toliver, Steve Aoki és Dot da Genius közreműködésével) | Mescudi Toliver Michael Gazzo Omishore Steve Aoki | Kid Cudi Dot da Genius Steve Aoki Gazzo | 3:31         |              |              |              |              |              |
| 45:44        |                                                                    |                                                   |                                         |              |              |              |              |              |              |

## Közreműködő előadók
- Kid Cudi – vokál, executive producer
- Dot da Genius – executive producer
- Joe LaPorta – maszterelés
- William J. Sullivan – keverés (összes), hangmérnök (1–13)
- Finis KY White – keverés (8)
- Andrés Osorio – hangmérnök (3, 6, 15)
- Nolan Presley – hangmérnök (8)
- Steve Velez – hangmérnök, programozás, vonós hangszerelés (10)
- Iain Findlay – hangmérnök (14)
- Derek (206derek) Anderson – vokál keverés (15)
- Patrik Ehrenblad-Plummer – további hangmérnöki munka (3)
- Chris Kahn – asszisztens hangmérnök (1–4, 6–8, 10, 11)
- Taylor Jackson – asszisztens hangmérnök (5)
- Jim McMillen – asszisztens hangmérnök (10)
- Pharrell Williams – háttérénekes (6)

## Slágerlisták
| Slágerlista (2022)                      | Legmagasabb pozíció |
| --------------------------------------- | ------------------- |
| Ausztrál albumlista (ARIA)              | 94                  |
| Belga albumlista (Ultratop Flanders)    | 86                  |
| Belga albumlista (Ultratop Wallonia)    | 92                  |
| Brit albumlista (OCC)                   | 95                  |
| Francia albumlista (SNEP)               | 73                  |
| Holland albumlista (Album Top 100)      | 87                  |
| Kanadai albumlista (Billboard)          | 20                  |
| Litván albumlista (AGATA)               | 88                  |
| Norvég albumlista (VG-lista)            | 40                  |
| Svájci albumlista (Schweizer Hitparade) | 38                  |
| US Billboard 200                        | 13                  |
| US Top R&B/Hip-Hop Albums (Billboard)   | 7                   |
| Új-zélandi albumlista (RMNZ)            | 37                  |